# Finska mornarica
Finska mornarica jedna je od grana Finskih obrambenih snaga. Mornarica zapošljava 2300 ljudi, a godišnje se obučava oko 4300 ročnika. Imaju mogućnost mobilizacije ukupno 31 500 ljudi. Brodovi Finske mornarice dobivaju prefiks broda FNS, ali se oznaka ne koristi u kontekstu finskog jezika. Finska mornarica također uključuje obalne snage i obalno topništvo.

## Lokacije
- Sjedište zapovjedništva mornarice: Heikkilä,Turku
- Mornaričko skladište: Pansio i Kimito
- Mornaričko istraživačko skladište: Espoo

## Status
Krajem 1990-ih, finska mornarica razvijala je novu raketnu eskadrilu nazvanu Laivue 2000. Isprva se trebala sastojati od dvije raketne topovnjače Hamina (koje su već izgrađene) i četiri hoverkrafta Tuuli. Mornarica je eksperimentirala s jednim prototipom lebdjelice, ali je 2003. objavila da klasa Tuuli neće ući u aktivne operacije i da se više neće graditi. Umjesto toga izgrađena su dvije nove raketne topovnjače Hamina, a dodatno naoružanje iz hoverkrafta ugrađeno je na minopolagače klase Hämeenmaa.
Godine 2018. Finska mornarica objavila je nabavu IAI-jevog udarnog mornaričkog raketnog sustava Gabriel 5. Sustav će zamijeniti sadašnji pomorski protubrodski raketni sustav 85M (SAAB RBS15), koji će doći do kraja svog životnog ciklusa tijekom 2020-ih. Nove rakete PTO2020 bit će postavljene na brodove i platforme za brodove klase Hamina i Pohjanmaa. Planirani životni ciklus sustava proteže se do 2050-ih godina. Kako Finske obrambene snage grade višestruke zajedničke udarne mogućnosti, a Gabriel 5 je sposoban za napade i na pomorsku i kopnenu domenu, nova je raketa dobila oznaku PTO2020 – Pinta Torjunta Ohjus 2020 ili Površinski udarni projektil 2020.

## Oprema

#### Raketne topovnjače
- Četiri raketne topovnjače klase Hamina
- Četiri raketne topovnjače klase Rauma

#### Miniranje i razminiranje
- Dva minopolagača/prateći brodovi klase Hämeenmaa
- Tri minopolagača klase Pansio
- Tri broda za protuminske mjere klase Katanpää
- Tri minolovca klase Kuha
- Šest minolovaca klase Kiiski

### Obalne snage
- Obalne rakete Spike-ER (pješaštvo)
- MTO-85M protubrodske rakete, montirane na kamion (SAAB RBS-15 SF)
- Obalno topništvo s fiksnim kupolama (130 53 TK)
- BOR-A 550 kopneni i obalni osmatrački radar (GSR)

## Vanjske poveznice
- Službena stranica: Finnish navy (engleski)